# Episodi di True Justice (prima stagione)
La prima stagione della serie televisiva True Justice è andata in onda in anteprima assoluta sul canale spagnolo Nitro dal 12 maggio 2011 al 4 agosto 2011.
In Italia la serie è stata divisa in sei film per la televisione, trasmessi sul canale televisivo Premium Crime dal 28 novembre 2011 al 2 gennaio 2012. In chiaro è stata trasmessa su Italia 1 dal 12 gennaio al 17 febbraio 2012.
| nº | Titolo originale        | Titolo italiano   | Prima TV Spagna | Prima TV Italia               |
| -- | ----------------------- | ----------------- | --------------- | ----------------------------- |
| 1  | Deadly Crossing: Part 1 | Incrocio mortale  | 12 maggio 2011  | 28 novembre 2011              |
| 2  | Deadly Crossing: Part 2 | Incrocio mortale  | 12 maggio 2011  | 28 novembre 2011              |
| 3  | Dark Vengeance: Part 1  | La vendetta       | 19 maggio 2011  | 5 dicembre 2011               |
| 4  | Dark Vengeance: Part 2  | La vendetta       | 19 maggio 2011  | 5 dicembre 2011               |
| 5  | Street Wars: Part 1     | Guerriglia urbana | 26 maggio 2011  | 12 dicembre 2011              |
| 6  | Street Wars: Part 2     | Guerriglia urbana | 26 maggio 2011  | 12 dicembre 2011              |
| 7  | Lethal Justice: Part 1  | Giustizia letale  | 2 giugno 2011   | 19 dicembre 2011              |
| 8  | Lethal Justice: Part 2  | Giustizia letale  | 2 giugno 2011   | 19 dicembre 2011              |
| 9  | Brotherhood: Part 1     | La confraternita  | 9 giugno 2011   | 26 dicembre 2011              |
| 10 | Brotherhood: Part 2     | La confraternita  | 9 giugno 2011   | 26 dicembre 2011              |
| 11 | Urban Warfare: Part 1   | Stato di guerra   | 16 giugno 2011  | 2 gennaio 2012                |
| 12 | Urban Warfare: Part 2   | Stato di guerra   | 16 giugno 2011  | 2 gennaio 2012                |
| 13 | Payback                 | Payback           | 23 giugno 2011  | 9 novembre 2011 (solo in DVD) |